# Plantation of Ulster

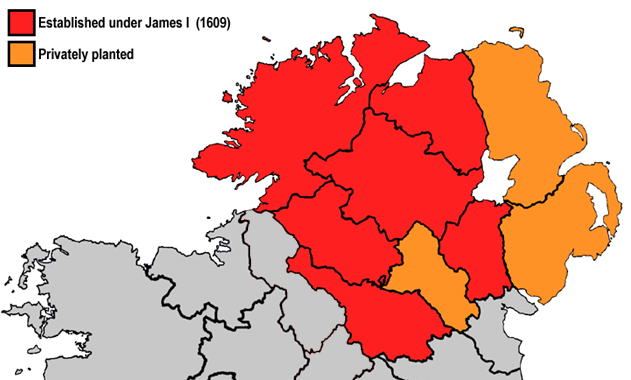
Die Counties von Ulster (heutige Grenzen), die während der Plantations besiedelt wurden (vereinfachte Darstellung)

Die Plantation of Ulster [plɑːnˈteɪʃn əv ˈʌlstə] (auch Ulster Plantation genannt) war die organisierte Kolonialisierung (Plantation) durch britische Siedler im Norden Irlands unter Jakob I. Die meisten Siedler kamen aus Nordengland und Südschottland nach Irland.
Erste privat finanzierte Ansiedlungen in Ulster begannen im Jahr 1606. Von Seiten der englischen Regierung wurde die Besiedlung ab 1609 organisiert. Das Land hierfür wurde in der Regel vom irischen Adel konfisziert. Viele Mitglieder dieses Standes, insbesondere die Führer der Clans O’Neill und O’Donnell, waren nach dem Neunjährigen Krieg auf den Kontinent geflohen (Flight of the Earls). Insgesamt wurden in den Counties Armagh, Cavan, Fermanagh, Tyrone, Tyrconnell and Derry so rund 2000 km² landwirtschaftlich nutzbaren Landes besiedelt. Die Countys Antrim, Down and Monaghan wurden mit Unterstützung des Königs privat kolonisiert. Die Mercers’ Company allein erhielt gegen eine Abgabe von 3920 Pfund Sterling rund 8700 Hektar Land.
Aus englischer Sicht diente diese Politik der Kontrolle, Anglisierung und Zivilisierung Nordirlands. Die Provinz war bis dahin fast vollständig irischsprachig, katholischen Glaubens und ländlich geprägt. Von hier ging der größte Widerstand gegen die englische Herrschaft und die Übernahme englischer Sprache und Kultur aus. Die Siedler mussten hingegen protestantisch, englischsprachig und dem König gegenüber loyal sein. In der Ulster Plantation liegt der Ursprung des Nordirlandkonfliktes. Während im übrigen Irland die Gruppe der anglo-irischen Protestanten vor allem aus wenigen Großgrundbesitzern bestand, bildeten diese in Ulster nun eine große Gruppe von Farmern, die von der irisch-katholischen Bevölkerung als Eindringlinge angesehen wurden.